# Myrmica ferganensis
Myrmica ferganensis  (лат.) — вид мелких муравьёв рода Myrmica (подсемейство мирмицины). Горный эндемик Средней Азии.

## Распространение
Средняя Азия, Кыргызстан, горные участки: Тянь-Шань, Памир-Алай. Встречаются на высотах около 2 км.

## Описание
Мелкие рыжевато-коричневые муравьи длиной около 5 мм с длинными шипиками заднегруди.  Усики 12-члениковые (у самцов 13-члениковые). Стебелёк между грудкой и брюшком состоит из двух члеников: петиолюса и постпетиолюса (последний четко отделен от брюшка), жало развито, куколки голые (без кокона). Брюшко гладкое и блестящее. Муравейники располагаются под землёй. Населяют горные луга и побережья рек.

## Систематика
Близок к симпатричному виду Myrmica juglandeti из видовой группы Myrmica dshungarica-group, отличаясь от них слаборазвитыми бороздками вокруг усиковых впадин (иногда они полностью отсутствуют). Таксон был впервые описан в 1926 году итальянским мирмекологом и учителем Бруно Финци (Bruno Finzi, 1897—1941) под первоначальным названием Myrmica laevinodis var. ferganensis Finzi, 1926. Статус отдельного вида получил в 1976 году (Арнольди 1976), затем синонимизирован с Myrmica rubra, но в 1994 году снова стал видом. Видовое название M. ferganensis происходит от имени места обнаружения типовой серии (Фергана).